# Kim Jin-hyeok
Kim Jin-hyeok (kor. 김 진혁; ur. 15 maja 1989) – południowokoreański zapaśnik w stylu klasycznym. Olimpijczyk z  Londynu 2012, gdzie zajął dziewiętnaste miejsce w kategorii 74 kg.
Zajął dziewiąte miejsce w mistrzostwach świata w 2015. Srebrny medalista mistrzostw Azji w 2011 i brązowy w 2018. Triumfator igrzysk wojskowych w 2015. Czwarty w Pucharze Świata w 2012 roku.